# 제200원거리수색교도중대
제200원거리수색교도중대(독일어: Fernspählehrkompanie 200; FeSpäLehrKp 200 페른슈페를리허콤파니 츠바이훈더트[*])는 독일 연방방위군의 장거리수색대다.
2011년 연방방위부는 제200중대의 해산 및 그 임무의 타 부대 이전 계획을 발표했고 2014년까지 작업을 완료할 것이라 밝혔다.